# Ü
Cette page contient des caractères spéciaux ou non latins. S’ils s’affichent mal (▯, ?, etc.), consultez la page d’aide Unicode.
Pour les articles homonymes, voir Ü (homonymie).
Ü, ou U tréma, est un graphème utilisé dans les alphabets azéri, estonien, hongrois, rotuman, tatar, turc et turkmène en tant que lettre et dans les alphabets allemand, espagnol, français, et portugais comme variante de la lettre « U ». Il s'agit de la lettre U diacritée d'un tréma.

## Utilisation

### Lettre à part entière
« Ü » est considéré comme une lettre à part entière dans les alphabets suivants :
- Azéri : /y/
- Estonien : /yː/
- Hongrois : /y/
- Tatar : /y/
- Turc : /y/
- Turkmène : /y/

La lettre apparaît également dans certaines romanisations du chinois pour représenter le son présent dans la voyelle de 玉 (jade) et 雨 (pluie). Le pinyin n'utilise « ü » que lorsque l'usage d'un « u » simple est ambigu. Wade-Giles utilise « ü » dans tous les cas.

### Lettre diacritée

#### Allemand

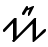
Caractère ü écrit en Sütterlin.

En allemand, le u umlaut représente la forme métaphonique du « u » et se prononce /y/. À l'origine, la métaphonie était représentée en écrivant la lettre « e » à la suite du « u » ; ce « e » devint suscrit au « u », puis progressivement simplifié par deux barres et finalement deux points.

#### Turc
En turc, le ü représente la forme métaphonique du « u » et se prononce [y]. Cette lettre a été inscrite dans l'alphabet turc à l'occasion de la Révolution des Signes durant les années 1930 en Turquie.

#### Espagnol
En espagnol, un tréma est ajouté au-dessus du « u » dans de rares cas, lorsqu'il est compris entre un « g » et un « e » ou un « i », pour indiquer qu'il doit être prononcé et qu'il n'est pas muet comme le serait l'usage courant. Par exemple, cigüeña (« cigogne ») est prononcé /θiˈgweɲa/ ; écrit cigueña, le mot se prononcerait /θiˈgeɲa/. Citons également les mots pingüino (pingouin), güey (mec/gars) ou vergüenza (honte) comme exemple.

#### Français
Le « ü » est d'usage assez rare en français et ne se rencontre que dans quelques mots, comme « capharnaüm », afin d'indiquer qu'il doit être prononcé et ne fait pas partie d'un digramme comme le sera l'usage habituel. Il est plus courant dans les patronymes ou les toponymes :
- Emmaüs, village situé près de Jérusalem et mouvement de solidarité et de lutte contre l'exclusion ;
- Saül, personnage biblique, premier roi des Israélites et aussi commune de la collectivité territoriale de Guyane.
- Fulgence Bienvenüe, ingénieur du métro parisien ;
- Salaün, un patronyme breton ;
- la commune de Vogüé (Ardèche) et la famille de Vogüé qui porte son nom ;
- Valentin Haüy et son frère René Just Haüy ;
- la glaciation de Würm (la dernière période glaciaire) ;
- Ünkut, la marque de vêtements streetwear du rappeur Booba.

La réforme de l'orthographe de 1990 a proposé d'introduire les mots suivants : aigüe, ambigüe, exigüe, contigüe, ambigüité, exigüité, contigüité, cigüe, argüer, gageüre, mangeüre, rongeüre, vergeüre. Pour en savoir plus, voir le rapport de 1990 et plus particulièrement le paragraphe III.5.

#### Portugais
Le « ü » n'est utilisé que dans l'écriture du portugais brésilien. Comme dans les autres langues romanes qui l'utilisent, la lettre « u » est d'ordinaire muette dans les digrammes « gu » et « qu » devant un « e » ou un « i » ; Il existe cependant certains mots ou le « u » se prononce et ces exceptions étaient indiquées à l'aide d'un tréma (güe, güi, qüe, qüi) dans l'écriture brésilienne, mais pas dans l'européenne. L'usage du tréma est aboli depuis l'accord orthographique de la langue portugaise de 1990.

## Représentations informatiques
Le U tréma peut être représenté avec les caractères Unicode suivants :
- précomposé (supplément latin-1)[1] :

| forme     | représentation | chaîne de caractère | point de code | description                     |
| --------- | -------------- | ------------------- | ------------- | ------------------------------- |
| capitale  | Ü              | Ü                   | U+00DC        | lettre majuscule latine u tréma |
| minuscule | ü              | ü                   | U+00FC        | lettre minuscule latine u tréma |

- décomposé (latin de base, diacritiques) :

| forme     | représentation | chaîne de caractères | point de code | description                                 |
| --------- | -------------- | -------------------- | ------------- | ------------------------------------------- |
| capitale  | Ü              | U◌̈                   | U+0055 U+0308 | lettre majuscule latine u diacritique tréma |
| minuscule | ü              | u◌̈                   | U+0075 U+0308 | lettre minuscule latine u diacritique tréma |

Il peut aussi être représenté avec les anciens codages :
- ISO/CEI 8859-1, 2, 3, 4, 9, 10, 13, 14, 15 et 16 :
  - Capitale Ü : DC
  - Minuscule ü : FC

Ses entités HTML sont :
- Capitale Ü : Ü
- Minuscule ü : ü